# Îlot Chalon

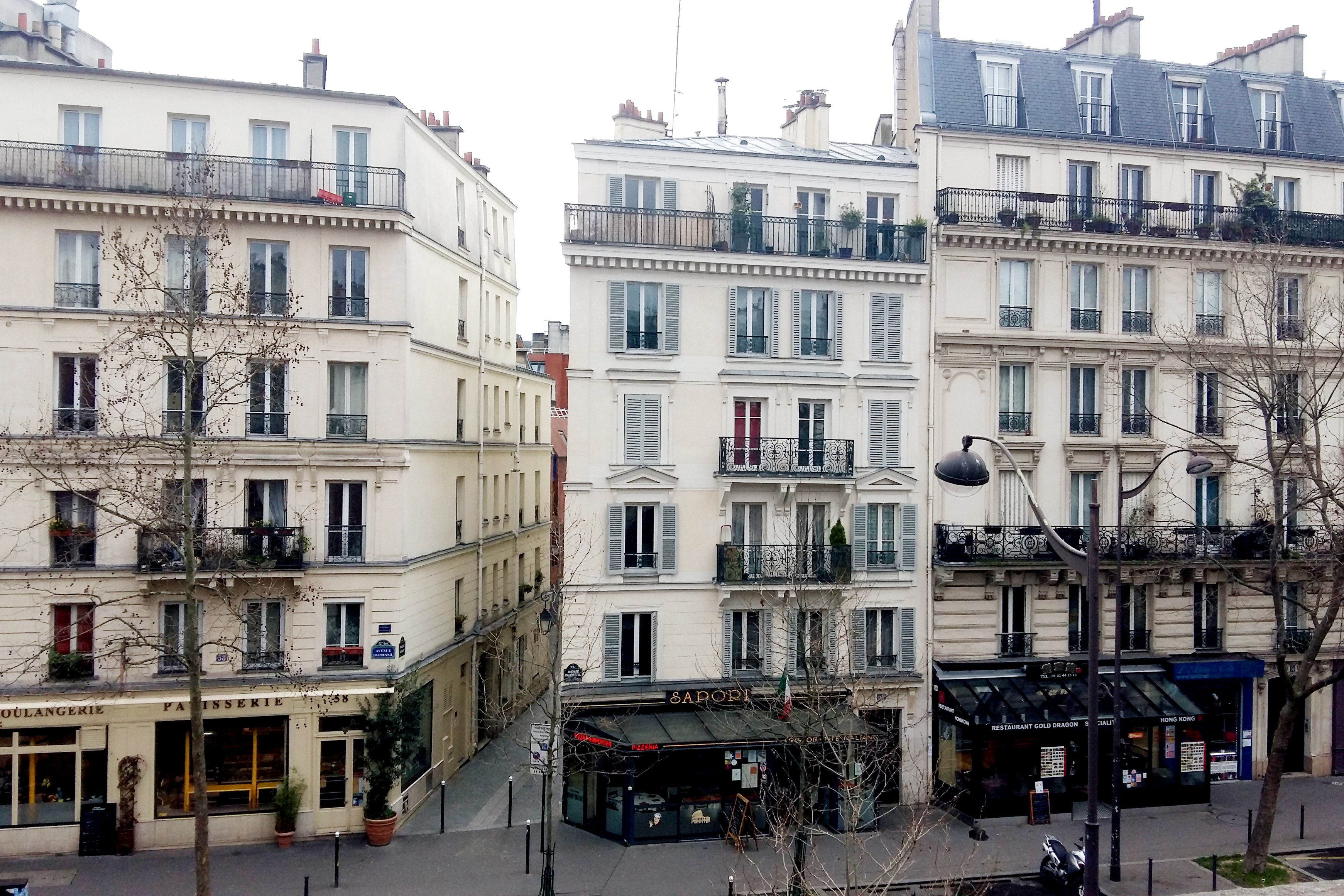
Des bâtiments donnant sur l'avenue Daumesnil, à l’extrémité nord de l'ancien îlot Chalon, aujourd'hui dans le quartier des Quinze-Vingts.

L'îlot Chalon était un quartier d'environ 7 hectares situé dans le 12e arrondissement de Paris, délimité par la rue de Chalon, l’avenue Daumesnil, le boulevard Diderot et la rue de Rambouillet, à proximité de la gare de Lyon. L'îlot est devenu connu au cours des années 1980 à cause du trafic et de la consommation de drogue qui avaient lieu dans ses rues. Aujourd'hui, le quartier a été rénové, et il ne porte plus son ancienne dénomination.

## Historique
L'îlot Chalon avait été créé en 1847 avec la construction de la gare de Lyon. À ses débuts, il était constitué d'un ensemble d'ateliers, d'entrepôts et de logements ouvriers. Au commencement du XXe siècle, cette enclave urbaine était déjà considérée comme un quartier insalubre à renouveler impérativement.
Aucune opération d'urbanisme n'a cependant été entreprise en raison des projets ferroviaires et la dégradation des immeubles s'est poursuivie.
La Compagnie du PLM  avait acquis  des immeubles dans les années 1920 en prévision d’un agrandissement de la gare vers le nord-est . La SNCF qui a succédé au PLM en 1938 a poursuivi ces acquisitions. Aucune amélioration n’était apportée à ces  immeubles destinés à la démolition et leur entretien réduit au minimum. Les propriétaires des immeubles non encore acquis par les sociétés ferroviaires négligeaient également l’entretien de leurs biens.
Pendant la Première Guerre mondiale, des Chinois wenzhou originaires de la province de Zhejiang avaient été employés par les Français dans les usines. Une partie d'entre eux ont été rapatriés après 1918, mais huit mille d'entre eux sont restés en France, selon le sinologue Pierre Picquart,. Ils se sont établis à partir de ce moment sur l'îlot Chalon, qui est ainsi devenu le premier quartier chinois à Paris.
Dans les années 1970, les premiers commerçants mourides sénégalais sont arrivés dans le quartier, et ils se sont installés dans les passages Raguinot et Brunoy, accueillant par la suite les ressortissants de Ceedo et de Thiaareen. Ils ont recréé en France les structures de la vie communautaire mouride, où les membres influents (représentants du khalife) organisent des da'iras (groupes religieux de vingt ou trente personnes). Dans un premier temps, le mouridisme a été pratiqué de manière privée et ses suiveurs n'ont pas cherché à le diffuser.
Jusqu'à 1975, les immigrés ne représentaient qu'une forte minorité ; cependant, leur présence s'affirmait par une territorialisation communautaire qui leur donnait une forte visibilité sociale. Aussi, cette même année, 66 % des surfaces étaient considérées par la municipalité comme étant dans un état de très grande dégradation, à cause du manque de rénovation depuis des décennies et de la surpopulation des habitants du quartier, confinés dans des logements bien trop petits (d'une ou deux pièces) et souvent sans sanitaires intérieurs.
À la fin des années 1970 ont surgi les premiers squats dans des bâtiments désaffectés de la SNCF. Au tournant des années 1980, le trafic de haschich marocain a été remplacé par des drogues plus dures, et pendant les années suivantes la dégradation du quartier s'est accentuée. En mai 1984, l'opinion publique avait été choquée par les deux meurtres liés à la drogue survenus dans l'îlot. Ces événements ont été vécus comme un traumatisme par les habitants du quartier, qui avaient vu l'attention des médias sur leur environnement de vie s'intensifier. L'îlot Chalon est alors devenu le symbole parisien de l'insécurité et du trafic de drogue, amplifié par sa proximité immédiate avec la gare de Lyon .

## Rénovation des années 1980
La Ville de Paris avait déjà décidé la rénovation du quartier en 1980, mais c'est seulement à partir de 1984 que l'aménagement a été confié à la société d'économie mixte Semea-Chalon, devenue la Semaest. La rénovation consistait principalement en la démolition de bâtiments (700 petits logements), la conservation et réhabilitation de certains immeubles, la création de nouveaux logements et d'un jardin, et l'implantation du commissariat du XIIe.
Ce projet fut rejeté par une majorité d'habitants, qui accusèrent certaines autorités publiques de laisser pourrir le quartier, pour faire fuir les habitants et préparer ainsi la rénovation urbaine,.
Cette rénovation aurait conduit au déplacement des populations marginalisées vers le nord-est de Paris, et à un déplacement du trafic de drogue de l'espace privé (squats) vers l'espace public dans le quartier,. La présence de consommateurs de drogue dans la rue à ce moment-là avait fait l'objet d'une forte mobilisation policière.
La rénovation réalisée dans les années 1980 et 1990 a entrainé le déplacement et la mise en souterrain de la rue de Chalon, la création de la place Henri-Frenay devant un hall de la gare de Lyon, des rues Chrétien-de-Troyes et Roland-Barthes et du petit square Philippe-Farine.
Le tracé historique de la rue Jean-Bouton, des passages Raguinot et Gatbois a été maintenu ainsi que les immeubles à l'extrémité de ces passages donnant sur l’avenue Daumesnil.